# Edge of Darkness (colonna sonora)
Edge of Darkness è un album discografico del musicista britannico Eric Clapton, pubblicato nel 1985 come colonna sonora della serie televisiva britannica Edge of Darkness, andata in onda sulla BBC Two nel 1985.

## Tracce
1. Edge of Darkness – 3:19
2. Shoot Out – 3:48
3. Obituary – 2:09
4. Escape From Northmoor – 3:09
5. Oxford Circus – 3:17
6. Northmoor – 3:02

## Premi
- Ivor Novello Awards
  - 1986: "The Best Theme from a Television or Radio Production"